# Godfellas (Футурама)
«Godfellas» (укр. «Люди божі») — двадцята серія третього сезону анімаційного серіалу «Футурама», що вийшла в ефір у Північній Америці 17 березня 2002 року.
Автор сценарію: Кен Кілер.
Режисер: Сюзан Діттер.
Прем'єра в Україні відбулася 15 вересня 2007 року.

## Сюжет
Під час чергового завдання на корабель «Міжпланетного експреса» нападають космічні пірати. Роздратований шумом бою, який заважає йому спати, Бендер ховається у торпедному апараті. Не знаючи про це, Фрай запускає його у відкритий космос із такою швидкістю, що корабель нездатний наздогнати його. Несучись крізь простір, Бендер зіштовхується з мініатюрним астероїдом, на якому мешкає цивілізація крихітних гуманоїдних істот. Цей народ оселяється в нього на тілі й починає шанувати його як бога. Спочатку Бендер задоволений такою роллю. Він наказує своєму народові варити для нього пиво і намагається відповідати на їхні молитви з проханнями сонця, дощу і багатства — втім, у більшості випадків його старання обертаються на біду. Зрештою частина жителів, які оселилися на спині в Бендера, і на молитви яких він не зміг відповісти, припиняє вірити в нього. Обмінявшись ударами ядерних ракет, створених із матераілів, знайдених в атомному реакторі Бендера, дві частини мікроцивілізації повністю винищують одна одну.
Згодом Бендер зустрічає космічну істоту, яка можливо є справжнім Богом — своєрідний космічний комп'ютер, який прихильно до нього ставиться. Коли Бендер згадує про те, як сам намагався бути богом, Бог відповідає: «Так, я бачив… усе було нормально, доки всі не загинули». Він зауважує, що найкращим способом співіснування з віруючими є дуже обмежене втручання в їхнє життя, так щоби вони не втрачали надії, але й не ставали залежними від надприродної сили.
У цей самий час Фрай і Ліла намагаються розшукати Бендера у Всесвіті, що приводить їх до таємної секти монахів, які займаються пошуками Бога за допомогою велетенського радіотелескопа. Після трьох днів нишпорення в небі Фрай випадково відсилає прохання про повернення Бендера, яке досягє Бога. Бог жбурляє Бендера крізь Всесвіт, і той падає на Землю. Зустріч із Богом приводить Бендера до висновку, що той майже нічого не робить для людей. Наприкінці серії глядач знов бачить Бога, який повторює пораду, дану Бендерові: «Якщо все робити як слід, усі сумніватимуться, що ти взагалі щось робиш».

## Тематика
Це одна з небагатьох серій «Футурами», в якій зрушено релігійну тему. Після невдалої спроби виконати роль бога, Бендер сам зустрічається з божественною істотою і обговорює з нею питання провидіння, молитви, сутності спасіння. Втім вичерпних відповідей на свої питання Бендер не отримує (навіть на пряме питання «Чи ти є Богом?» істота відповідає «Можливо»).
У книзі «Мультфільми, які вчать» цю серію рекомендовано для занять із підлітками на тему «Віра, божественна воля і образ Бога» (Case, Steve. Toons That Teach: 75 Cartoon Moments To Get Teenagers Talking. с. 84-85. ISBN 0310259924.)

## Визнання
- Сценарій цієї серії було нагороджено премією Американської гільдії письменників у 2003 році — безпрецедентний випадок для сценаріїв анімаційних фільмів.
- Автор серіалу Мет Ґрейнінґ називає цю серію однією з найкращих і планує використати ідею «Бога» в майбутніх повнометражних DVD-фільмах  [Архівовано 16 грудня 2008 у Wayback Machine.]

## Пародії, алюзії, цікаві факти
- Назва серії є алюзією на заголовок фільму Мартіна Скорсезе «Славетні хлопці» (англ. Goodfellas).
- Фрай і Ліла відвідують монастир Тесува (слово «тесува» гебрейською мовою означає «каяття»). Крім того, обсерваторія, розташована в монастирі, є алюзією на роман Артура Кларка «Дев'ять мільярдів імен Бога»
- Під час бою з космічними піратами Фрай використовує гральний автомат і дисковий телефон.
- Мелодія, яку грає Бендер на роялі під час польоту в відкритому космосі, є «Полонезом до-мінор» Шопена.
- Головний апостол Бендера-бога носить ім'я Малахія — на честь біблійної фігури, чиє ім'я означає «Божий посланець».
- Епізод, в якому робот Вендер повідомляє Фраю, що Бендер повернувся, лише для того, щоби той зрадів хоча б на мить, нагадує оповідання Айзека Азімова «Брехун!»
- Пиво «Лордвайзер», яке мініатюрний народ варить для Бендера, є пародією на популярне в Америці пиво «Будвайзер».
- Музичне оформлення епізодів, у яких Бендер летить у відкритому космосі, включає уривки з симфонічної поеми Ріхарда Штрауса «Так казав Заратустра» і вальсу Йоганна Штрауса «На прекрасному блакитному Дунаєві», що є алюзією на фільм «Космічна одісея 2001 року».
- В одній зі сцен у космосі група зірок складається у портрет Фрая.
- Малюнок, який Бендер викарбовує у себе на грудях, відтворює графічне послання інопланетним цивілізаціям, викарбуване на платівках, що несуть на собі космічні апарати Піонер-10 і Піонер-11. Відмінність зображення полягає лише в тому, що Бендер додав до нього свій власний портрет у загрозливій позі.
- На чвертьдоларовій монеті 2996 року випуску зображений співак-репер Куліо, який брав участь в озвучанні серії «A Tale of Two Santas».

## Особливості українського перекладу
- У перших кадрах серії Ліла наспівує (дещо неточно) мелодію фінської народної пісеньки «Ievan polkka», яка набула великої популярності у 2006–2007 роках, завдяки розповсюдженню в Інтернеті флеш-ролика, озвученого фрагментом цієї пісні у виконанні вокального гурту Loituma.
- Ім'я пророка бога Бендера в українській версії передано як «Малахай», що є приблизним вітворенням англійської вимови біблійного імені Малахія (англ. Malachi), а також означає «довгий шкіряний батіг» або «хутряна або підбита хутром шапка з широкими навушниками» [недоступне посилання з червня 2019]
- Ім'я священика Першої об'єднаної церкви звучить як «Отець Чанґштейн аль-Ґамаль»
- Ім'я робота Хелпера (англ. Helper — помічник) передано як «Вендер»